# Xamiatus kia
Xamiatus kia is een spinnensoort in de taxonomische indeling van de bruine klapdeurspinnen (Nemesiidae).
Xamiatus kia werd in 1981 beschreven door Raven.